# Nunatak Chetyrëhmetrovyj
Nunatak Chetyrëhmetrovyj är en nunatak i Antarktis. Den ligger i Östantarktis. Australien gör anspråk på området. Toppen på Nunatak Chetyrëhmetrovyj är 881 meter över havet.
Terrängen runt Nunatak Chetyrëhmetrovyj är lite kuperad. Trakten är obefolkad. Det finns inga samhällen i närheten.